# الأزمة (رواية)
الأزمة (بالإنجليزية: The Crisis)‏ هي رواية تاريخية للمؤلف والكاتب المسرحي الأمريكي وينستون تشرشل، نشرت الرواية للمرة الأولى عام  1901. وكانت الرواية الأكثر مبيعاً في الولايات المتحدة للعام 1901.

## وصلات خارجية
- رواية الأزمة، على مشروع جوتنبرج.
- رواية الأزمة، على جوجل بوكس.